# La Rue (journal)
La Rue, sous-titré Paris pittoresque et populaire, est un quotidien français paru à Paris au XIXe siècle.

## Biographie
La Rue est, avec Avant-Garde, l’Inflexible, le Journal de Sainte-Pélagie, Le Peuple, Le Réfractaire, le premier des cinq journaux rédigés par Jules Vallès. Le titre est inspiré d'un ouvrage de chroniques de l’auteur, également intitulé la Rue,  paru en 1866.
Un premier tirage s’est échelonné du 1er juin 1867 au 4 janvier 1868, pour 32 numéros, avec Jules Vallès comme rédacteur en chef et Daniel Lévy comme directeur.
Le second et dernier tirage, désormais simplement sous-titré « journal quotidien », s’est échelonné du 17 mars au 15 avril 1870, 28 numéros in-fº, en ff, avec Jules Vallès comme rédacteur en chef.